# アンスロポス
『アンスロポス』は、関ジャニ∞の楽曲。2024年1月24日にINFINITY RECORDSから50枚目のシングルとして発売された。「関ジャニ∞」名義では最後の作品となった。

## 概要
- 前作『オオカミと彗星』から約5か月振りのリリース。
- CDは初回限定「冬」盤（Blu-ray/DVD）、初回限定「炎」盤（Blu-ray/DVD）、通常盤の5形態で発売。
- 本作は関ジャニ∞の20周年第1弾シングルであり[20][23][24]、記念すべき通算50枚目のシングルである[25][26][27][28]。
- 2024年2月4日よりグループ名を「SUPER EIGHT」に改名したため、本作が「関ジャニ∞」名義で最後のシングルおよび音楽作品となった[29][30]。
- 表題曲「アンスロポス」は、読売テレビ・日本テレビ系アニメ『め組の大吾 救国のオレンジ』の第1クールおよび第2クールのオープニングテーマである[20][21][22][23][31]。
  - 48thシングル『未完成』以来2作振り、通算17曲目のシングルでのバンド曲である[32][33]。
  - 同曲は、キタニタツヤからの楽曲提供である[20][21][22][23]。
    - 同曲に対してキタニは「長いキャリアの中で着実にその足元を固め続けてきた関ジャニ∞というチームがこの歌詞を歌うこともまた同じ意味を持つ筈だと信じて、今回『アンスロポス』という歌を作った」とコメントしている[21][22]。

  - 自身がアニメ作品のテーマソングを担当するのは、2016年に担当したフジテレビ系アニメ『モンスターハンター ストーリーズ RIDE ON』の主題歌である「パノラマ」[34]以来、約7年振りである。
  - 同曲の歌詞には、同作の主人公・十朱大吾らの人命救助にかける想いを想起させるフレーズが散りばめられており、力強いバンドサウンドの楽曲となっている[20][21][22][23][24]。
  - 同作への起用に対して関ジャニ∞は「大吾たちが、時に危ういほどの情熱を持って、自らのアイデンティティを賭してまで救う生命ひとつひとつの輝きに感銘を覚えました」とコメントしている[21][22]。
  - タイトルの「アンスロポス」は、ギリシャ語で「見上げる人」「人間」という意味である[20][21][22][23]。
    - この「アンスロポス」という単語をキタニがタイトルに名付けたことに対して関ジャニ∞は「まさに原作の本質を射抜いた一言と、群衆を煽り続けるような高揚感を感じる楽曲は、僕らにとっても新たな幕開けの一曲になりそうです」とコメントしている[21][22]。
- 通常盤のカップリング「軌跡とキセキ」は、これまでの関ジャニ∞の歌詞やフレーズ、さらにはライブなどでの印象的な一言などのオマージュや引用をジェットコースターのように変化していく楽曲に載せて展開している「関ジャニ∞20周年記念楽曲」となっている[35]。
  - 同曲は、本作の情報解禁時点で「20周年を迎えた関ジャニ∞にとってメモリアルな一曲」と紹介されていた[25][26][27][28]。
  - 2024年1月31日より、同曲の歌詞のフレーズごとに「"軌跡"と想い出」を投稿できる特設サイト「あなたと∞の軌跡とキセキ」を開設した[36][37]。
- 初回限定「冬」盤のカップリング「0時5分のラヴ・ゲーム」は、「稀代のプレイボーイ：村上信五」と「一線を越えたい女性：他メンバー4人」のデュエットによる終電間際の仄暗いバーでの駆け引きを描いた「令和歌謡」となっている[38]。
- 初回限定「炎」盤のカップリング「Back 2 The Kids」は、エレキギターのリフが印象的な90年代を感じさせるトラックを現代版にアップデートし、パンクスピリット丸出しのシャウトが印象的なラップトラックとなっている[39]。
  - 同曲は、ODD Foot WorksのPecori、DATSのMONJOE、FIVE NEW OLDのSHUNからの楽曲提供である[39]。
  - 前作収録のラップトラック「大再生」と同じメンバーで制作されている[39]。
- 各初回限定盤には特典映像を収録した特典Blu-ray/DVDを付属。
  - 初回限定「冬」盤には、表題曲「アンスロポス」のミュージック・ビデオとメイキング映像、2023年9月に開催されたデビュー20周年記念前夜祭野外ライブ『KANJANI∞ 20FES 〜前夜祭〜』の模様と同ライブおよび後述の野外フェスのビハインド・ザ・シーンを収録[25][26][27][28]。
  - 初回限定「炎」盤には、2023年夏に出演した野外フェス『ROCK IN JAPAN FESTIVAL 2023』と『WANIMA presents 1CHANCE FESTIVAL 2023』の模様を全編収録[25][26][27][28]。
- 本作のアーティスト写真は、前述のアニメ『め組の大吾 救国のオレンジ』の消防官のストーリーをモチーフに撮影されており、炎をバックにメンバー5人が力強い眼差しでたたずむ写真となっている[40][32][41][33]。
- 本作のジャケット写真は、「アンスロポス」というタイトルが「見上げる人」という意味を持っているため、見上げてしまうほど大きな火の鳥（不死鳥）が全形態の象徴となっている[40][32][41][33]。
  - 初回限定「冬」盤は、青空の下で大きく羽を広げた不死鳥の前に聳え立つ5人の姿を写している[40][32][33]。
  - 初回限定「炎」盤は、"「炎」盤"と謳うように、命を宿して燃える不死鳥を背負う5人の姿を写している[40][32][33]。
  - 通常盤は、メンバーの姿は無く不死鳥を前面に押し出したものとなっている[40][32][33]。
- 関ジャニ∞は「春夏冬中（あきないちゅう）」と謳い2023年からシングル[注 3]を発売しており、その最後を締めくくる第3弾として本作で初回限定「冬」盤を発売した[25][26][27][28]。
- 本作の全形態[注 4]には、お楽しみカード「まいど!おおきにカード」を封入[42]。
- 本作はCDの発売と同時に音楽ダウンロードサービスおよびサブスクリプションサービスでの配信も開始された[43]。

### まいど!おおきにカード
- 本作の全形態[注 4]にメンバーのソロ（横山・村上・丸山・安田・大倉）が各3種（「アンスロポスver.」、「FESTIVAL SESSIONSver.」、「バトルモードver.」）、メンバー集合（バトルモードver.）が1種、計16種類のうちランダムで1種類の絵柄が封入されている[42]。
  - このうち、メンバー集合1種のカードは、「ホログラムSSR仕様」となっている[42]。
- カード裏面は各種共通となっている[42]。

| バージョン            | 種類                                        |
| --------------------- | ------------------------------------------- |
| アンスロポスver.      | 横山・村上・丸山・安田・大倉（全5種）       |
| FESTIVAL SESSIONSver. | 横山・村上・丸山・安田・大倉（全5種）       |
| バトルモードver.      | 横山・村上・丸山・安田・大倉・集合（全6種） |

### 各形態概要
| ＃ | 曲名                 | 形態             |
| -- | -------------------- | ---------------- |
| 2  | 軌跡とキセキ         | 通常盤           |
| 2  | 0時5分のラヴ・ゲーム | 初回限定「冬」盤 |
| 2  | Back 2 The Kids      | 初回限定「炎」盤 |

| 特典内容                                             | 形態                 |
| ---------------------------------------------------- | -------------------- |
| 特典Blu-ray/DVD（詳細は「#初回限定「冬」盤」を参照） | 初回限定「冬」盤     |
| デジパック・スリーブ仕様                             | 初回限定「冬」盤     |
| 「KANJANI∞ 20FES 〜前夜祭〜」LIVEフォトブック（48P） | 初回限定「冬」盤     |
| 歌詞カード                                           | 初回限定「冬」盤     |
| お楽しみカード                                       | 初回限定「冬」盤     |
| 特典Blu-ray/DVD（詳細は「#初回限定「炎」盤」を参照） | 初回限定「炎」盤     |
| 三方背ケース仕様                                     | 初回限定「炎」盤     |
| 「FESTIVAL SESSIONS 2023」LIVEフォトブック（24P）    | 初回限定「炎」盤     |
| 8P歌詞フォトブック                                   | 初回限定「炎」盤     |
| お楽しみカード                                       | 初回限定「炎」盤     |
| 8P歌詞フォトブック                                   | 通常盤（初回プレス） |
| お楽しみカード                                       | 通常盤（初回プレス） |

## 販売形態
- 発売日：2024年1月24日
  - 初回限定「冬」盤（LCCA-6117~6118：CD+Blu-ray）
    - デジパック・スリーブ仕様
    - 「「KANJANI∞ 20FES 〜前夜祭〜」LIVEフォトブック」封入
    - 「歌詞カード」封入
    - 「お楽しみカード」封入

  - 初回限定「冬」盤（LCCA-6119~6121：CD+DVD）
    - デジパック・スリーブ仕様
    - 「「KANJANI∞ 20FES 〜前夜祭〜」LIVEフォトブック」封入
    - 「歌詞カード」封入
    - 「お楽しみカード」封入

  - 初回限定「炎」盤（LCCA-6122~6123：CD+Blu-ray）
    - 三方背ケース仕様
    - 「「FESTIVAL SESSIONS 2023」LIVEフォトブック」封入
    - 「8P歌詞フォトブック」封入
    - 「お楽しみカード」封入

  - 初回限定「炎」盤（LCCA-6124~6125：CD+DVD）
    - 三方背ケース仕様
    - 「「FESTIVAL SESSIONS 2023」LIVEフォトブック」封入
    - 「8P歌詞フォトブック」封入
    - 「お楽しみカード」封入

  - 通常盤（LCCA-6126：CD）
    - 「8P歌詞フォトブック」封入（初回プレス分のみ）
    - 「お楽しみカード」封入（初回プレス分のみ）

## 制作
※全て表題曲「アンスロポス」について記述。

### 方向性
横山は曲を受け取った時に「熱い歌だ」と思ったが、テンポがとても速くボーカルのキーも高いため、「楽器やりながらどうやって唄うんやろ？」と感じ、「難しそうだな、練習しないと」というのが最初の印象であったという。
丸山はキタニが前名義の頃から楽曲を聴いており、今回の楽曲提供が決まって嬉しかったという。そのため、「アンスロポス」の制作時にはレコード会社のスタッフを挟み、「間奏が静かになる前のところでもう少しピアノで駆け上がる感じが付いてほしい」「歌に入る前に、ベースのフレーズを1個フックとして入れてほしい」「今ドラムやベースが強い曲がトレンドだと感じているため、そういう方向でアレンジをお願いしたい」とキタニに対して楽曲のオーダーをしていた。

### 曲調
丸山が初めて「アンスロポス」を聞いた時はベースが難しいと思ったといい、同曲で使用されているベースが五弦ベースであることから、『め組の大吾』の世界観も踏襲したアニメソングではありつつもバンドの厚みもあり、両方の角度からも楽しめる「強い楽曲」だと感じたという。

### レコーディング
安田は1番と2番共にAメロを担当しており、「物語の紡ぎ始め」であるため、「歌詞の風景をちゃんと伝える」ということを意識してレコーディングを行ったという。
丸山はサビ前を担当しており、丸山曰く「なだらかなところからサビへの力強い滑走路」「離陸の瞬間」というパートであるため、ロック調の歌い方でアタックのニュアンスを混ぜ込んでレコーディングを行ったという。また、丸山曰くメンバーがそれぞれ個性的な声をしており、「横山や村上のようなメインボーカル的な特徴のある声」と「丸山・安田・大倉のような柱となるボーカルとして全体的に締める声」があるため、レコーディングの際はボーカルの全体のバランスを重視していたという。
村上は丸山がレコーディングしたものをベースに聴きながらレコーディングしており、あまりテイク数を重ねずに終えることができたという。

## プロモーション

### 2023年
- 9月9日、読売テレビ・日本テレビ系アニメ『め組の大吾 救国のオレンジ』のオープニングテーマとして表題曲「アンスロポス」が起用されたことが発表された[20][21][22][23][24]。
- 9月16日、同作の前番組『MIX MEISEI STORY 2ND SEASON 〜二度目の夏、空の向こうへ〜』内で放送された同作のPR映像で「アンスロポス」の音源が初解禁された[20][21][22][23]。
- 9月23日、同作の30秒CMが公開され、公式X（旧Twitter）にて関ジャニ∞によるメッセージ動画も公開された[49]。
- 9月30日、同作が放送開始され、「アンスロポス」を使用した同作のオープニングのノンクレジット映像が公開された[50]。
- 11月11日、「アンスロポス」を使用した同作の特別PVが公開された[51]。
- 11月16日
  - 本作の発売が発表された[25][26][27][28]。
  - 本作の初回限定「炎」盤に収録されている『ROCK IN JAPAN FESTIVAL 2023』で披露した「ズッコケ男道」のライブ映像が公開された[25][26][27][28]。
  - 読売テレビ・日本テレビ系『ベストヒット歌謡祭 2023』で「アンスロポス」がテレビ初披露された[52][53][54]。
    - また、同曲を提供し、同日に出演予定であったキタニタツヤが体調不良により欠席したことで、丸山隆平がキタニの「青のすみか」を急遽カバーした[55][56]。
    - このカバーはキタニからの要望だったといい、丸山がキタニと食事をした際になぜ丸山だったのかを聞いたところ、「同じベース弾きとして親近感を持っていたから」だと返答があったいう[46]。
- 11月18日、村上信五がパーソナリティを務めるラジオ番組『村上信五くんと経済クン』（文化放送）にて、「アンスロポス」がラジオ初オンエアされた[57]。
- 12月1日、前述の『ベストヒット歌謡祭2023』でのライブ映像がYouTubeにて2024年2月21日までの期間限定で公開された[58]。
- 12月18日、同作の第2クールも引き続き「アンスロポス」がオープニングテーマとして起用されることが発表された[31]。
- 12月22日、本作のアーティスト写真やジャケット写真、収録されるカップリングや特典の『お楽しみカード』の詳細が発表された[40][32][41][33][42]。

### 2024年
- 1月11日、表題曲「アンスロポス」のミュージック・ビデオが公開された[59][60][61]。
- 1月13日、『村上信五くんと経済クン』にて、カップリング「0時5分のラヴ・ゲーム」がラジオ初オンエアされた[62]。更に、カップリングの作家陣の情報が解禁された[35][38][39]。
- 1月18日、本作の初回限定「冬」盤に収録されている『KANJANI∞ 20FES 〜前夜祭〜』で披露した「LIFE〜目の前の向こうへ〜」のライブ映像が公開された[63]。
- 1月24日、本作が発売され、CDの発売と同時に音楽ダウンロードサービスおよびサブスクリプションサービスでの配信も開始された[43]。
- 1月26日、TikTokにてカップリング「0時5分のラヴ・ゲーム」のカラオケ風イメージ映像が公開された[64]。
- 1月31日、カップリング「軌跡とキセキ」の歌詞がこれまでの関ジャニ∞の歌詞やフレーズ、ライブなどでの印象的な一言などのオマージュや引用で構成されていることから、歌詞のフレーズごとに「"軌跡"と想い出」を投稿できる特設サイト「あなたと∞の軌跡とキセキ」を開設した[36][37]。

## ミュージック・ビデオ
アンスロポス
- 2024年1月11日にMVが公開された。
- 同MVは、メンバーのバンド演奏シーンのみで構成されており、力強い闘志を余すところなく詰め込んだ演奏シーンと、3つのフェーズに分かれた構成が特徴的な作品となっている。
- 炎を感じさせる橙色・赤・黄色に染まった煙の中で歌い上げるシーンや、豪雨の中で咆哮する5人のシーンは、楽曲の持つ「熱」を具現化したものとなっている。
- 監督は、DISH//「エンドロールは悲しくない」などのMVを手掛けた多田海が担当。
- インサート映像は、大河ドラマ『どうする家康』のメインビジュアル背景を手掛けたハラタアツシによるリキッドアートが使用された。

## チャート成績

### シングルチャート順位
- オリコンチャート
  - 初日113,150枚を売り上げ、2024年1月23日付の「オリコンデイリー CDシングルランキング」で初登場1位を獲得した[2]。
  - 初週159,384枚を売り上げ、2024年2月5日付の「オリコン週間 CDシングルランキング」で週間1位を獲得した[3][4]。
    - 37作連続、通算45作目のシングル1位獲得となった[3]。
    - これにより、2007年度から2024年度まで18年連続でシングル1位を獲得しており、「シングル1位獲得連続年数」がKinKi Kids、B'zに続く歴代単独3位となった[3]。

  - 初週162,089ptを記録し、2024年2月5日付の「オリコン週間 合算シングルランキング」で週間1位を獲得した[5][6]。
    - 9作連続、通算9作目の合算シングル1位獲得となった[5]。

  - 初週159,384枚を売り上げ、2024年2月5日付の「オリコン週間 アニメシングルランキング」で週間1位を獲得した[7]。
  - 累計169,906枚を売り上げ、2024年1月度「オリコン月間 CDシングルランキング」で月間2位を獲得した[8]。
  - 累計169,906枚を売り上げ、2024年1月度「オリコン月間 アニメシングルランキング」で月間1位を獲得した[9]。
  - 累計176,451枚を売り上げ、2024年度「オリコン上半期 CDシングルランキング」で上半期25位を獲得した[10]。
  - 2024年度「オリコン年間 CDシングルランキング」で年間51位を獲得した[11]。
- Billboard JAPAN
  - 初週162,727枚を売り上げ、2024年1月31日公開の「Billboard JAPAN Top Singles Sales」で週間1位を獲得した[12][13]。
  - 2024年度「Billboard Japan Top Singles Sales Year End」で年間60位を獲得した[19]。

### 各曲チャート順位
- Billboard JAPAN
  - 初週6,339ptを記録し、2024年1月31日公開の「Billboard Japan Hot 100」で表題曲「アンスロポス」が週間7位を獲得した[14][15]。
  - 2024年1月31日公開の「Billboard Japan Hot Animation」で表題曲「アンスロポス」が週間3位を獲得した[16][17]。
  - 初週1,302ダウンロードを記録し、2024年1月31日公開の「Billboard Japan Download Songs」で表題曲「アンスロポス」が週間50位を獲得した[18][14]。

## 収録曲

### CD

#### 通常盤
1. アンスロポス - [3:39]
作詞・作曲：キタニタツヤ
編曲：Diz
  - 読売テレビ・日本テレビ系アニメ『め組の大吾 救国のオレンジ』オープニングテーマ[20][21][22][23]
  - キタニタツヤからの楽曲提供[21][23]。
  - 2024年1月11日に同曲のMVが公開された[59][60][61]。
2. 軌跡とキセキ - [3:58]
作詞・作曲・編曲：大西省吾、Peach
3. アンスロポス (オリジナル・カラオケ)
4. 軌跡とキセキ (オリジナル・カラオケ)

#### 初回限定「冬」盤（CD）
1. アンスロポス
2. 0時5分のラヴ・ゲーム - [4:30]
作詞・作曲：湊谷陸
編曲：高慶"CO-K"卓史

#### 初回限定「炎」盤（CD）
1. アンスロポス
2. Back 2 The Kids - [3:20]
作詞：Pecori
作曲：MONJOE
編曲：SHUN
  - ODD Foot WorksのPecori、DATSのMONJOE、FIVE NEW OLDのSHUNからの楽曲提供[39]。

### 配信
1. アンスロポス
2. 0時5分のラヴ・ゲーム
3. Back 2 The Kids
4. 軌跡とキセキ

### 特典映像

#### 初回限定「冬」盤（特典映像）
| #         | タイトル                                               | 作詞   | 作曲・編曲 | 時間   |
| --------- | ------------------------------------------------------ | ------ | ---------- | ------ |
| 1.        | 「アンスロポス」(Music Clip)                           |        |            | 3:57   |
| 2.        | 「アンスロポス」(Making)                               |        |            | 9:57   |
| 3.        | 「KANJANI∞ FESTIVAL SESSIONS 2023」(BEHIND THE SCENES) |        |            | 50:13  |
| 4.        | 「KANJANI∞ 20FES 〜前夜祭〜」(LIVE映像)                |        |            | 103:36 |
| 合計時間: | 合計時間:                                              | 167:43 |            |        |

| #         | タイトル                     | 作詞   | 作曲・編曲 | 時間 |
| --------- | ---------------------------- | ------ | ---------- | ---- |
| 1.        | 「ズッコケ男道」             |        |            | 3:55 |
| 2.        | 「無責任ヒーロー」           |        |            | 3:14 |
| 3.        | 「未完成」                   |        |            | 3:03 |
| 4.        | 「生きてる僕ら」             |        |            | 3:35 |
| 5.        | 「象」                       |        |            | 2:47 |
| 6.        | 「NOROSHI」                  |        |            | 3:30 |
| 7.        | 「Baby Baby」                |        |            | 3:38 |
| 8.        | 「夕闇トレイン」             |        |            | 3:24 |
| 9.        | 「BOY '23」                  |        |            | 4:14 |
| 10.       | 「ハライッパイ」             |        |            | 2:53 |
| 11.       | 「勝手に仕上がれ」           |        |            | 7:26 |
| 12.       | 「LIFE〜目の前の向こうへ〜」 |        |            | 3:13 |
| 13.       | 「オオカミと彗星」           |        |            | 3:06 |
| 14.       | 「大再生」                   |        |            | 3:34 |
| 15.       | 「罪と夏」                   |        |            | 3:08 |
| 16.       | 「T.W.L」                    |        |            | 3:10 |
| 17.       | 「サタデーソング」           |        |            | 2:17 |
| 18.       | 「ナントカナルサ」           |        |            | 2:38 |
| 19.       | 「SLOW」                     |        |            | 3:52 |
| 20.       | 「純情恋花火」(アンコール)   |        |            | 3:20 |
| 合計時間: | 合計時間:                    | 103:36 |            |      |

#### 初回限定「炎」盤（特典映像）
| #         | タイトル                                            | 作詞  | 作曲・編曲 | 時間  |
| --------- | --------------------------------------------------- | ----- | ---------- | ----- |
| 1.        | 「ROCK IN JAPAN FESTIVAL 2023」(LIVE映像)           |       |            | 60:48 |
| 2.        | 「WANIMA presents 1CHANCE FESTIVAL 2023」(LIVE映像) |       |            | 38:24 |
| 合計時間: | 合計時間:                                           | 99:12 |            |       |

| #         | タイトル                       | 作詞  | 作曲・編曲 | 時間 |
| --------- | ------------------------------ | ----- | ---------- | ---- |
| 1.        | 「ズッコケ男道」               |       |            | 4:07 |
| 2.        | 「無責任ヒーロー」             |       |            | 3:20 |
| 3.        | 「未完成」                     |       |            | 3:00 |
| 4.        | 「ふりむくわけにはいかないぜ」 |       |            | 3:27 |
| 5.        | 「象」                         |       |            | 2:45 |
| 6.        | 「NOROSHI」                    |       |            | 3:25 |
| 7.        | 「オモイダマ」                 |       |            | 3:23 |
| 8.        | 「喝采」                       |       |            | 2:31 |
| 9.        | 「BOY '23」                    |       |            | 4:03 |
| 10.       | 「ハライッパイ」               |       |            | 2:51 |
| 11.       | 「勝手に仕上がれ」             |       |            | 6:49 |
| 12.       | 「LIFE〜目の前の向こうへ〜」   |       |            | 3:00 |
| 13.       | 「T.W.L」                      |       |            | 3:14 |
| 合計時間: | 合計時間:                      | 60:48 |            |      |

| #         | タイトル           | 作詞  | 作曲・編曲 | 時間 |
| --------- | ------------------ | ----- | ---------- | ---- |
| 1.        | 「ズッコケ男道」   |       |            | 3:56 |
| 2.        | 「無責任ヒーロー」 |       |            | 3:14 |
| 3.        | 「未完成」         |       |            | 3:10 |
| 4.        | 「象」             |       |            | 2:44 |
| 5.        | 「NOROSHI」        |       |            | 3:26 |
| 6.        | 「ハライッパイ」   |       |            | 2:54 |
| 7.        | 「勝手に仕上がれ」 |       |            | 6:05 |
| 8.        | 「ここに」         |       |            | 4:21 |
| 合計時間: | 合計時間:          | 38:24 |            |      |

## 楽曲提供者
- キタニタツヤ
  - 「アンスロポス」（作詞・作曲）
- Pecori（ODD Foot Works）
  - 「Back 2 The Kids」（作詞）[注 6]
- MONJOE（DATS）
  - 「Back 2 The Kids」（作曲）[注 6]
- SHUN（FIVE NEW OLD）
  - 「Back 2 The Kids」（編曲）[注 6]

## 参加ミュージシャン
※アルバム『SUPER EIGHT』のクレジットより。
アンスロポス
- Drums：渡邊悠
- E.Bass：櫻井陸来
- A & E.Guitar：渡辺裕太

## 収録作品

### アルバム
アンスロポス
- 11thアルバム『SUPER EIGHT』

### 映像作品

#### ライブ映像
アンスロポス
- 23rdライブBlu-ray/DVD『超ARENA TOUR 2024 SUPER EIGHT』

軌跡とキセキ
- 24thライブBlu-ray/DVD『超DOME TOUR 二十祭』

## テレビ歌唱
アンスロポス
- ベストヒット歌謡祭 2023（2023年11月16日、読売テレビ・日本テレビ）
- ミュージックステーション SUPER LIVE 2023（2023年12月22日、テレビ朝日）
- MUSIC FAIR（2024年1月20日、フジテレビ）
- CDTVライブ!ライブ!（2024年1月22日、TBS）
- 週刊ナイナイミュージック（2024年1月24日、フジテレビ）
- バズリズム02（2024年1月27日、日本テレビ）